# Neomorphus
Neomorphus – rodzaj ptaków z podrodziny kleszczojadów (Crotophaginae) w obrębie rodziny kukułkowatych (Cuculidae).

## Zasięg występowania
Rodzaj obejmuje gatunki występujące w Ameryce Centralnej i Południowej.

## Morfologia
Długość ciała 43–51 cm; masa ciała około 330–349 g.

## Systematyka
Rodzaj zdefiniował w 1827 roku niemiecki ornitolog Constantin Wilhelm Lambert Gloger w artykule poświęconym rodzajom ptaków opublikowanym w czasopiśmie Froriep’s Notizen aus dem Gebiete der Natur- und Heilkunde. Gatunkiem typowym jest (oryginalne oznaczenie) kukawka obrożna (N. geoffroyi).

### Etymologia
- Neomorphus: gr. νεος neos ‘nowy, dziwny’; μορφη morphē ‘wygląd, rodzaj’[5].
- Cultrides: łac. culter, cultri ‘nóż’; gr. -οιδης -oidēs ‘przypominający’[6]. Gatunek typowy (oryginalne oznaczenie): Coccyzus geoffroyi Temminck, 1820.

### Podział systematyczny
Do rodzaju należą następujące gatunki:
- Neomorphus geoffroyi (Temminck, 1820) – kukawka obrożna
- Neomorphus squamiger Todd, 1925 – kukawka amazońska
- Neomorphus radiolosus P.L. Sclater & Salvin, 1878 – kukawka prążkowana
- Neomorphus rufipennis (G.R. Gray, 1849) – kukawka rdzawoskrzydła
- Neomorphus pucheranii (Deville, 1851) – kukawka czerwonodzioba